# Wadi Ar Ribiyyah
El Wadi Ar Ribiyyah (en árabe: وادي الرِّيْبِيَّة‎, romanizado: Wādī Ar Rе̄biyyah)  es un valle o río seco, con caudal efímero o intermitente, que fluye casi exclusivamente durante la temporada de lluvias, situado al este de los Emiratos Árabes Unidos, en el emirato de Ras al Jaima. 
Forma parte de un grupo de pequeños wadis con cuenca hidrográfica propia, situados en la franja costera próxima a la ciudad de Ras Al Jaima, en el Golfo Pérsico, entre la desembocadura del Wadi Bih / Wādī Al-Bayḥ y la del Wadi Naqab.
La cuenca hidrográfica del Wadi Ar Ribiyyah tiene tan solo 4,2 km², y limita al norte con 
la del Wadi Al Ghafiyyah; al sur con la del Wadi Ramilah; al este con la del Wadi Naqab; y al oeste con la llanura costera de grava y arena conocida como Gravel Plain, situada en la parte norte de la llanura de Jiri (en inglés: Jiri Plain).

## Recorrido
El Wadi Ar Ribiyyah fluye de este a oeste y tiene una longitud total aproximada de 5 kilómetros.
Su principal fuente de origen está situada en la zona montañosa próxima a la aldea de Slai Al-Ghalib (en árabe: سلي الغالب‎), casi en el límite con la subcuenca hidrográfica del Wadi Halu (cuenca del Wadi Naqab), y a una altitud aproximada de 470 m s. n. m.

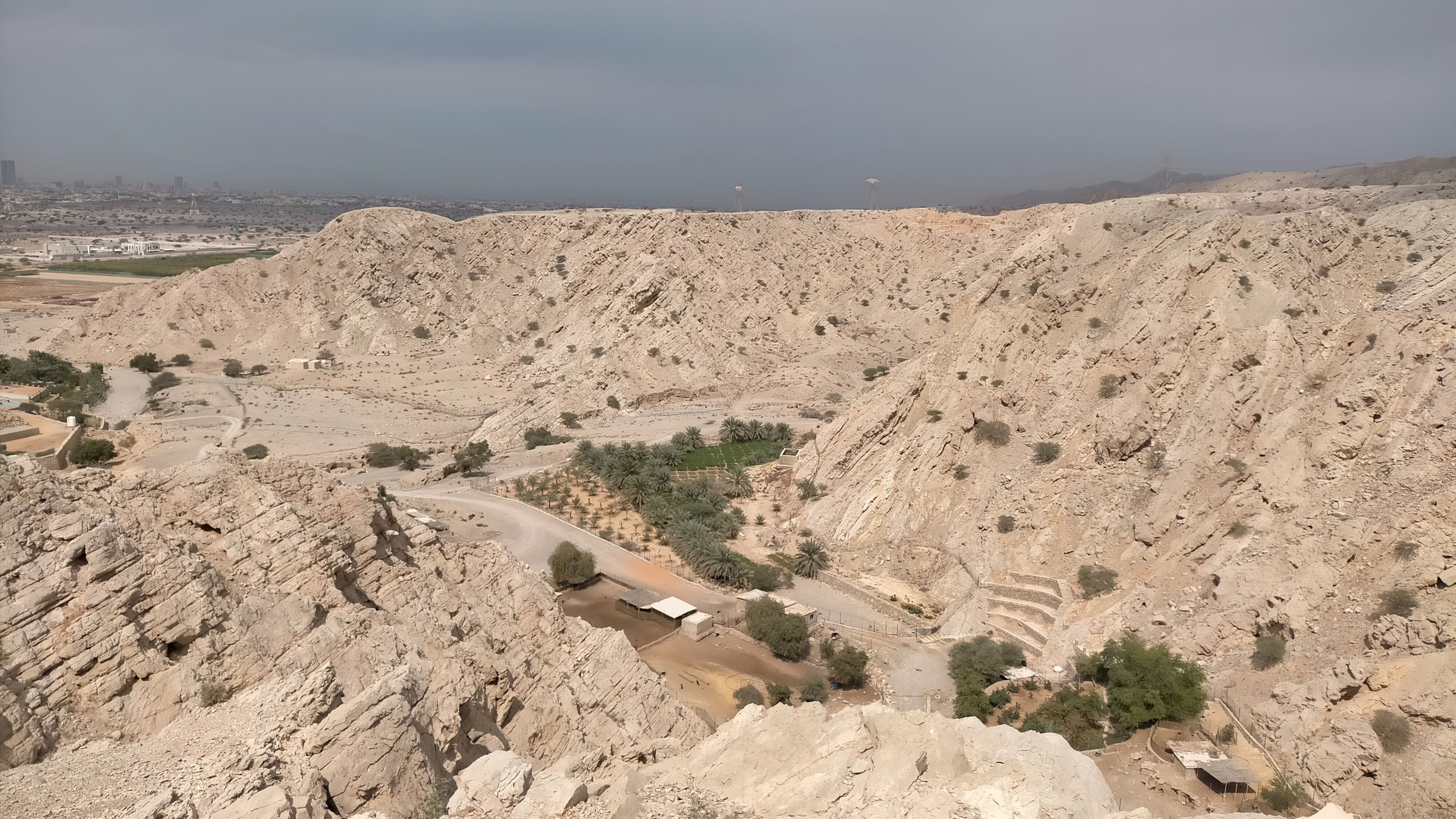
Vistas hacia la confluencia del Wadi Ar Ribiyyah con un ramal o wadi afluente

En su curso alto y medio forma un escarpado barranco que recibe las aguas de varios pequeños afluentes, y en su curso bajo, ya en la llanura, existe desde tiempos remotos un importante pozo, el Tawi Ribiyyah, alrededor del cual se han ido expandiendo granjas, explotaciones agrícolas y viviendas, que configuran el actual pueblo de Ribiyyah (en árabe: الرِّيْبِيَّة‎), cuyos habitantes conservan un estrecho vínculo con la aldea de montaña de Slai Al-Ghalib.

## Presas y embalses
Como otras regiones de los EAU, el área geográfica del Wadi Ar Ribiyyah se ha visto ocasionalmente afectada por lluvias inusualmente intensas e inundaciones, pero hasta el momento no se han construido presas en su cauce.

## Toponimia

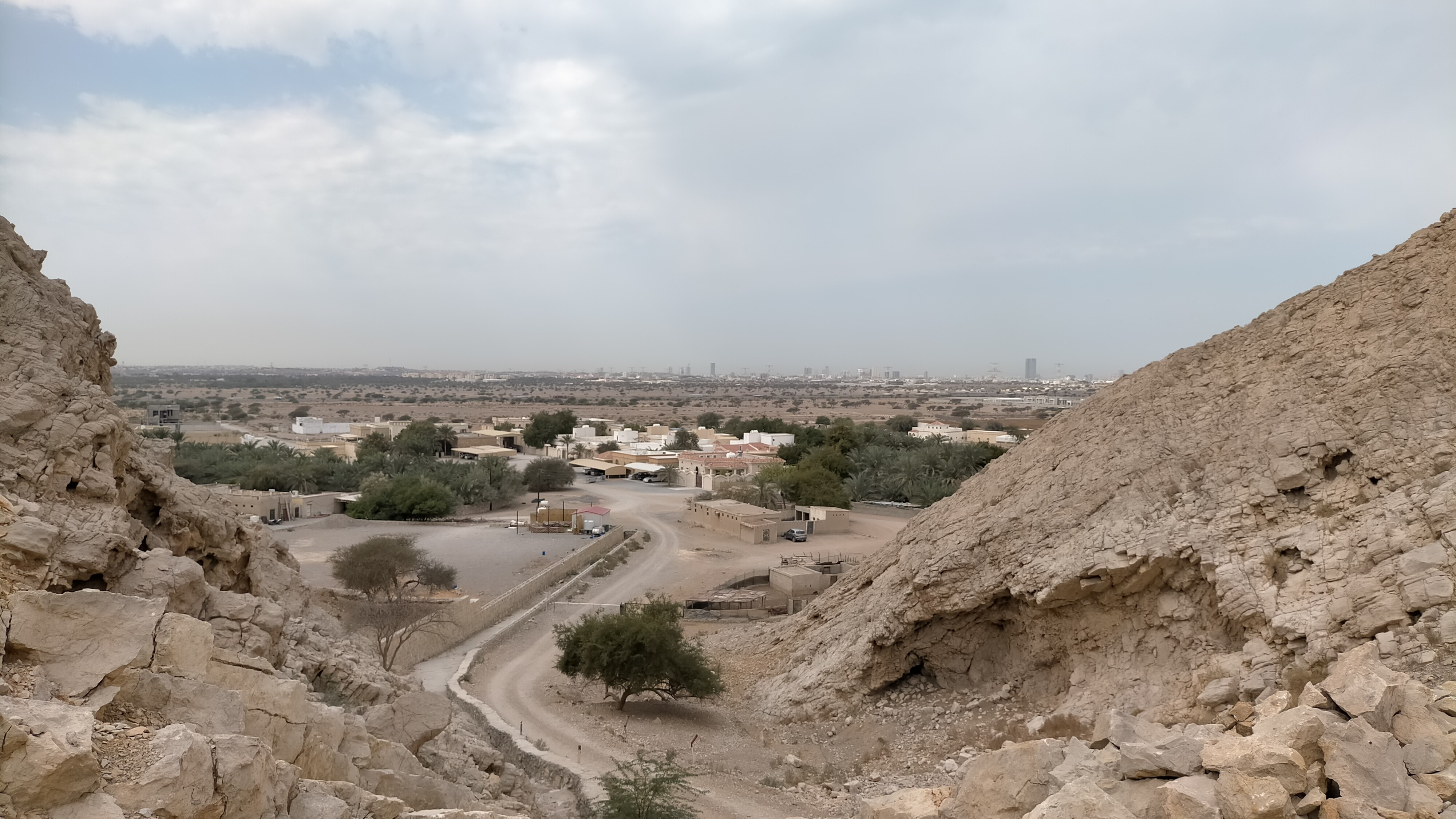
Vistas del pueblo de Ribiyyah. Al fondo, la ciudad de Ras Al Khaimah

Nombres alternativos: Wādī Ar Rе̄biyyah, Wadi Ar Rebiyyah, Wadi Ar-Ribiyyah, Wadi Raibiya, Wadi Raybiyah, Wādī Raibiya, Wādī Raybīyah, Wadi Rabiya, Wadi Rabaiya.
El nombre del Wadi Ar Ribiyyah (con la grafía Wādī Raibiya), sus afluentes, montañas y poblaciones cercanas, quedaron registrados en la documentación y mapas elaborados entre 1950 y 1960 por el arabista, cartógrafo, militar y diplomático británico Julian F. Walker, durante los trabajos efectuados para el establecimiento de fronteras entre los entonces denominados Estados de la Tregua, completados más tarde, por el Ministerio de Defensa del Reino Unido, con mapas a escala 1:100 000 publicados a partir de 1971.
En el Atlas Nacional de Emiratos Árabes Unidos consta con la grafía Wādī Ar Rе̄biyyah.

## Población
El área del Wadi Ar Ribiyyah estuvo poblada principalmente por la tribu Habus, secciones de Bani Idaid y Bani Zidah, aunque anteriormente había pertenecido a los Qiyaishi, de la sección tribal Shihuh Bani Shatair.